# Скално жилище
Скално жилище е археологически термин, който се отнася до мястото за живеене на праисторическите хора, построени с използването на плитки пещери (ниши) в скалите.
Най-известните скални жилища се намират в Северна Америка, по-специално в щатите Аризона, Колорадо, Ню Мексико и Юта и са построени от древните индианци. Някои от тях се използват дори от съвременните индианци.
В много от случаите тези ниши в скалите са огромни, с голяма дължина, разположени на отвесни скали. Построени са на височина 200-300 метра над земята. Изкачването до тях става или със стъпала, издълбани в скалата или с дървена стълба. Такива жилища са строени обикновено в близост до водоем.